# Faustkeil von Lauterecken
Der Faustkeil von Lauterecken ist ein mittelpaläolithisches Werkzeug aus Kieselschiefer, das in der Nähe von Lauterecken in der Pfalz gefunden wurde, genauer im Nordpfälzer Bergland. Er ist eines der ältesten Werkzeuge in Rheinland-Pfalz.
Der Faustkeil, ein „halbkeilartiges, beidflächig bearbeitetes Werkzeug“, wurde auf ein Alter zwischen 350.000 und 120.000 Jahren datiert. Die gute Erhaltung wurde als Anzeichen für ein eher jüngeres Alter von vielleicht 200.000 bis 130.000 Jahren gedeutet. Damit ist das 12,7 cm lange Werkzeug dem Neandertaler zuzuordnen.
Die grobe Bearbeitung wird weniger technischem Unvermögen als vielmehr der Herkunft des Kieselschiefers zugeschrieben, denn das Ausgangsmaterial, das aus einer lokalen Quelle stammt, ist wenig für die Verarbeitung zu einem Werkzeug geeignet.
Der Faustkeil befindet sich im Historischen Museum der Pfalz in Speyer.

## Belege
1. ↑  Erwin Cziesla, Michael Baales: Ein Jungacheuleen-Faustkeil aus Kirchheimbolanden. Zugleich ein Beitrag zum Mittelpaläolithikum in der Pfalz, in: Pfälzer Heimat 4 (1991) 145–155, hier: S. 152.
2. ↑  Ähnlichen Alters ist der gleichfalls nur in diesen weiten Zeitraum zu datierende Faustkeil von Kirchheimbolanden sowie der Faustkeil von Leinsweiler.
3. ↑  Karl-Heinz Rothenberger: Pfälzische Geschichte, Band 1, Institut für pfälzische Geschichte und Volkskunde, Kaiserslautern 2001, S. 29.